# Fanqueiro (Loures)

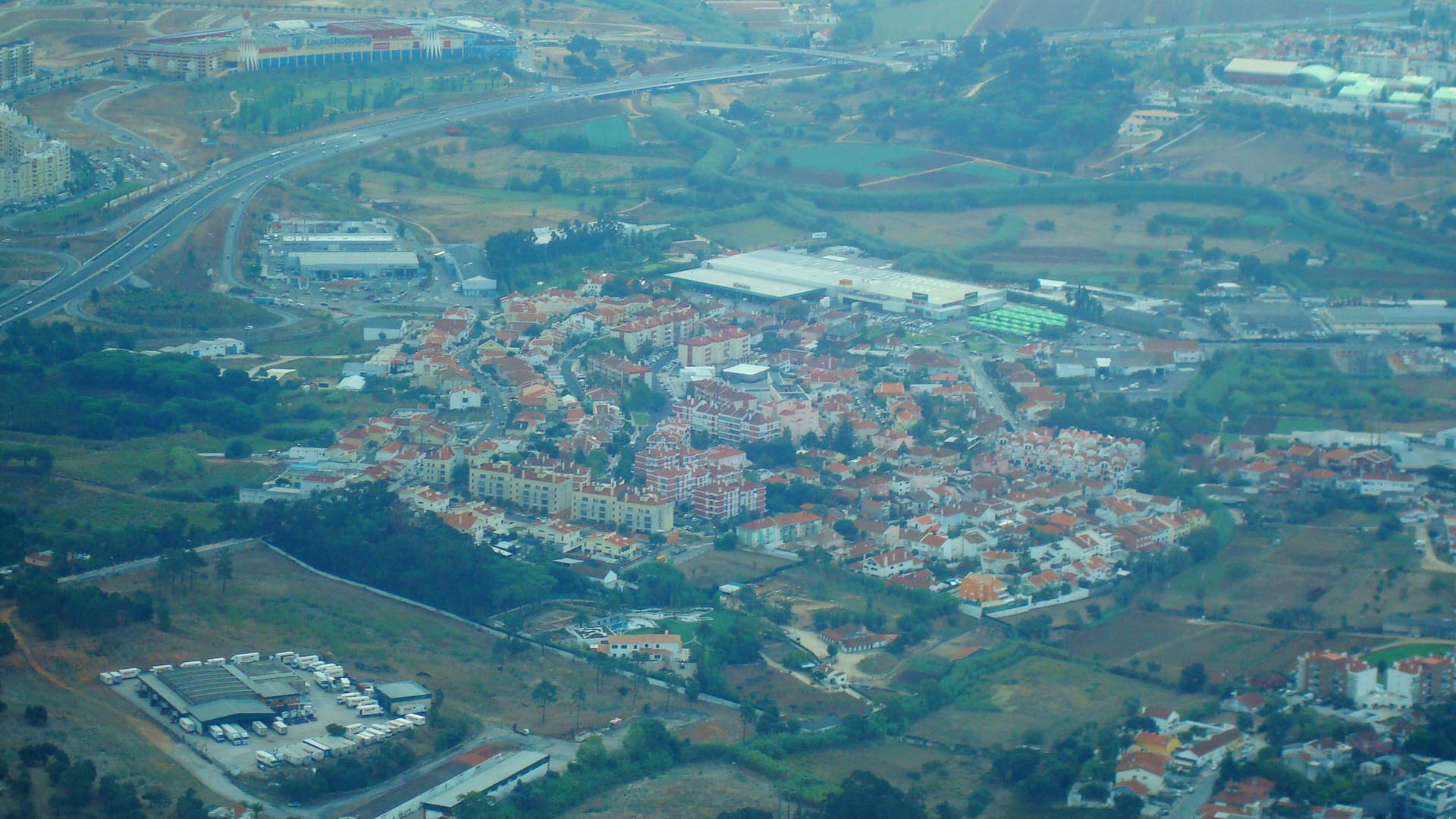
Vista aérea do Fanqueiro a Setembro 2011

Fanqueiro é uma localidade pertencente à freguesia de Loures.
Este é um bairro pequeno e pacato, ideal para quem procura sossego e proximidade dos principais locais regionais e acessos rodoviários.

## História
Este local, conhecido por Bairro do Fanqueiro, pertenceu em tempos a uma grande Quinta, cujo dono tinha uma loja de fancaria (negócio de fanqueiros) que estava localizada no edifício onde actualmente se situa o café restaurante “Os três amigos”. Daqui surgiu o nome Fanqueiro pelo qual este bairro ficaria a ser conhecido.

## Localização
Este bairro situa-se a Noroeste do centro de Loures.
Este bairro está muito bem situado: apenas a 2 km do LoureShopping, a 1,5 km do centro da cidade, a 500 metros dos acessos à A8 (depois das portagens para quem vai para Lisboa, e com acesso à A9 a menos de 2 km.
Circula também durante os dias úteis uma carreira da Rodoviária de Lisboa (362), que faz o circuito Fanqueiro - Loures - LoureShopping - Infantado - Fanqueiro.
Situa-se a cerca de 3 km do Hospital Beatriz Ângelo.

## Locais
Este bairro possui uma escola básica de 1º ciclo e jardim de infância (Escola Básica E.B.1 nº 3 de Loures).
Tem também um parque infantil onde as crianças podem passar o seu tempo.
Na zona Noroeste existem diversos armazéns e uma empresa de construção civil.
No que toca à restauração, existem 6 cafés, 4 deles considerados restaurantes.
Existe também, na Rua Joaquim Fernandes, uma escola de condução.